# Buflings (Oberstaufen)
Buflings (allgäuerisch: Buflings, uf Buflings nüs) ist ein Gemeindeteil der Marktgemeinde Oberstaufen im bayerisch-schwäbischen Landkreis Oberallgäu.

## Geographie
Das Dorf liegt circa 1,2 Kilometer nördlich des Hauptorts Oberstaufen. Westlich des Orts verläuft die Bahnstrecke Buchloe–Lindau.

## Ortsname
Der Ortsname bezieht sich auf den Personennamen Wulflin.

## Geschichte
Durch die heutige Ortschaft verlief die einstige Römerstraße Via Decia, im Mittelalter schließlich die Salzstraße von Innsbruck an den Bodensee. Buflings wurde erstmals im Jahr 1402 mit Hainz der S(ch)nider vom Wuflis urkundlich erwähnt. Im Jahr 1808 wurden neun Wohngebäude im Ort gezählt. Im Jahr 1813 fand die Vereinödung in Buflings statt. Bis 1972 gehörte der Ort der Gemeinde Stiefenhofen an.